# 古雪岩
古雪岩，位于中国广东省汕头市潮阳区西胪镇波美村，现为潮阳区文物保护单位，类型为古建筑，公布时间为1985年11月22日。
古雪岩的历史年代为唐代。